# Nation Delaware
La Nation Delaware, parfois nommée Absentee ou Delaware de l'Ouest, est l'une des deux tribus Lenape reconnues par le Bureau des affaires indiennes aux États-Unis. Les indiens Lenape basés à Bartlesville, dans l'Oklahoma, forment la deuxième de ces tribus. Le complexe tribal de la Nation Delaware est situé au Nord de la ville d'Anadarko (Oklahoma) sur la route 281.

## Histoire
Le peuple Lenape a connu trois divisions dialectiques, qui ont par la suite formé les bases des trois clans : les Munsees (aujourd'hui appelés Tùkwsit, le clan des loups), les Unilactigos (Pële, clan des Dindes) et les Unamis (Pùkuwànko, clan des Tortues). C'est ce dernier clan qui forme la nation Delaware.
La nation Delaware a été la première nation amérindienne à signer un traité avec le gouvernement des États-Unis, le traité de Fort Pitt, le 17 septembre 1778.
Les Delaware s'installèrent dans l'Oklahoma en 1867, après avoir racheté une terre à la Nation cherokee pour 438 000 dollars. Mais il n'était pas établi clairement que la transaction conférait aux Delaware des droits au sein de la Nation Cherokee. La question a été traitée en 1898 par la justice américaine, qui, par le Curtis Act, dissolut les gouvernements tribaux et ordonna que les terres ne soient allouées qu'à des membres individuels de tribus. Les Delaware firent appel de cette décision mais perdirent le procès. En 1907, (environ 650 000 m²) de terres furent vendues en 160 lots d'un acre. Les terres non allouées furent vendues à des individus non-Indiens.
La tribu a été reconnue par le Bureau des affaires indiennes le 5 juillet 1958 et officiellement nommée la « tribu Delaware de l'Oklahoma de l'Ouest ». Elle a ratifié sa constitution en 1972. En novembre 1999, la tribu a adopté le nom de Nation Delaware.
En 2004, les Delaware d'Oklahoma ont poursuivi en justice l'État de Pennsylvanie au sujet des terres perdues en 1800, après le Walking Purchase de 1737 – un accord légalement contestable,.

## Situation actuelle
La nation Delaware compte 1 422 membres. Son président est Kerry Holton. Elle est installée à Anadarko, et sa zone de juridiction tribale appartient au Comté de Caddo dans l'Oklahoma. Son activité économique annuelle est estimée à 5 millions de dollars. Son casino, Gold River Bingo and Casino, est situé au nord d'Anadarko.
Traditionnellement, le peuple Lenape ou Delaware parle les langues delaware (également appelées langues lenape), le munsee et l'unami. Ces deux langues très proches l'une de l'autre appartiennent au sous-groupe des langues algonquiennes, dans la famille des langues algiques. Le Bureau de préservation culturelle de la nation delaware se dit chargé de « préserver et protéger la langue lenape » sans qu'il soit précisé s'il en reste des locuteurs.